# كورادو مانتوني
كورادو مانتوني (بالإيطالية: Corrado Mantoni)‏ (2 أغسطس 1924 - 8 يونيو 1999)، والمعروف باسم كورادو كان مقدم برامج في الإذاعة والتلفزيون الإيطالي.

## السيرة الشخصية
ولد كورادو في روما حيث درس فلسفة القانون وقبل أن ينهي دراسته الجامعية بدأ العمل كمتحدث إذاعي في شركة البث العامة والتي سبقت ظهور راي (راديو تلفزيون إيطاليا). كان أول من أعلن للأحداث العامة الإيطالية مثل نهاية الحرب العالمية الثانية، ولادة الجمهورية الإيطالية أو نبأ وفاة الشاعر كارلو ألبرتو سالوستري المعروف بتريلوسا. كان يعمل أيضًا كمدبلج للممثلين الأجانب بمن فيهم جيري لويس.
في عام 1949 تم اختياره من قبل راي ليكون أول مقدم تلفزيوني لأول بث تلفزيوني إيطالي. في الخمسينيات من القرن الماضي كان مقدم الراديو الأول في البلاد كما شارك أيضًا في العديد من الأفلام.
بدأ كورادو العمل في التلفزيون في الستينيات من القرن الماضي بصفته مقدم برامج شعبية مثل Canzonissima, ملكة جمال إيطاليا ومهرجان سانريمو الموسيقي عام 1974 و Domenica In الذي افتتح عام 1976 وكذلك قدم برنامج فانتاستيكو. كما عمل في TSI وهو التلفزيون السويسري الناطق باللغة الإيطالية. في عام 1978 تعرض مع مساعدته دورا موروني لحادث سيارة أجبرها على إجراء عدة عمليات. 
في عام 1982 انتقل كورادو إلى شبكة خاصة مملوكة من قبل سيلفيو برلسكوني حيث قدم هناك عدة برامج منها Il pranzo è servito والبرنامج الأكثر شعبية له La Corrida حيث قدم الهواة.
وكان أيضا مغنياً بشكل أساس لأغاني الأطفال. تصدرت أغنيته 1981 Carletto قائمة الأغاني الإيطالي لمدة 11 أسبوعًا. 
ألف كورادو جميع عروضه تقريبًا باسم مستعار هو كوريما وغالبًا بالتعاون مع شقيقه ريكاردو. توفي من جراء مرض سرطان الرئة في روما في عام 1999.

## روابط خارجية
- كورادو مانتوني على موقع IMDb (الإنجليزية)
- كورادو مانتوني على موقع ميوزك برينز (الإنجليزية)
- كورادو مانتوني على موقع ديسكوغز (الإنجليزية)
- كورادو مانتوني على موقع قاعدة بيانات الفيلم (الإنجليزية)